# Кафявоух бюлбюл
Кафявоухият бюлбюл (Hypsipetes amaurotis) е вид птица от семейство Pycnonotidae. Ареалът му се разпростира от Далечния изток на Русия през североизточен Китай, Корея, Япония и Тайван до Филипинските острови Бабуян, Батан и Лусон.